# Au nom du cœur
Pour les articles homonymes, voir Going Home.
Au nom du cœur (titre original : Going Home) est le premier roman de Danielle Steel, paru aux États-Unis en 1973 puis en France en 1986 chez France Loisirs.

## Résumé
Une styliste nommée Gillian, divorcée et mère d'une petite fille de 5 ans, s'engage dans une histoire d'amour avec un ouvrier de l'industrie du cinéma nommé Chris dont la vie est celle d'un hippie, infidèle et irresponsable. 
Gillian découvre qu'elle est tombée enceinte de Chris et le surprend en flagrant délit d'infidélité dans son propre lit, ce qui l'amène à quitter la ville de San Francisco et de retourner à New York. 
Une fois installée dans cette ville, elle retrouve un vieil ami nommé Gordon et commence une vie amoureuse, sans oublier le passé et l'aventure vécue avec Chris.